# Nycke Groot
Pour les articles homonymes, voir Groot (homonymie).
Cornelia Nycke Groot, née le 4 mai 1988 à Alkmaar, est une joueuse internationale néerlandaise de handball, évoluant au poste de demi-centre. Réputée pour son intelligence de jeu, sa puissance de tir et sa capacité à délivrer de nombreuses passes décisives, elle est considérée au milieu des années 2010 comme l'une des meilleures joueuses du monde.

## Biographie
Précoce, Nycke Groot fait ses débuts avec la sélection néerlandaise à seulement 16 ans le 3 décembre 2004 lors d’un match amical face à la Norvège, en France. Puis à seulement 18 ans, elle s'expatrie au Danemark dans le meilleur championnat du monde.
À l'intersaison 2015, après 9 saisons au Danemark, elle quitte le FC Midtjylland Håndbold pour rejoindre le club hongrois de Győr.
En décembre 2015, elle crée la surprise avec les Pays-Bas en atteignant la finale du championnat du monde, perdue face à la Norvège,. En 2016, elle termine 4e aux Jeux Olympiques de Rio avec les Pays-Bas et obtient avec son équipe la médaille d'argent lors du championnat d'Europe en Suède. Lors de ce tournoi, elle est élue meilleure demi-centre et meilleure joueuse de la compétition.
En décembre 2017, elle décroche une médaille de bronze lors du championnat du monde en remportant le match pour la troisième place face à la Suède.
En janvier 2019, elle annonce sa retraite internationale, quelques semaines après avoir décroché une nouvelle médaille de bronze lors du championnat d'Europe 2018.
Elle quitte Győr pour rejoindre le club danois d'Odense Håndbold à l'issue de la saison 2018-2019. Avec le club hongrois, elle a notamment remporté deux Ligues des champions en 2017 et 2018.
En janvier 2019, elle décide de mettre un terme à sa carrière internationale après 439 buts marqués en 141 sélections, avant de se rendre disponible pour les Jeux olympiques de Tokyo.

## Palmarès

### En club
compétitions internationales
- vainqueur de la Ligue des champions (C1) (3) en 2017, 2018  et 2019 (avec Győri ETO KC)
  - finaliste en 2016 (avec Győri ETO KC)
- vainqueur de la Coupe des vainqueurs de coupe (C2) en 2015 (avec le FC Midtjylland)
- finaliste de la Coupe de l'EHF (C3) en 2011 (avec la Team Tvis Holstebro)

compétitions nationales
- championne de Hongrie (4) en 2016, 2017, 2018 et 2019 (avec Győri ETO KC)
- championne du Danemark (2) en 2013 et 2015 (avec le FC Midtjylland)
- championne des Pays-Bas en 2004 (avec Zeeman Vastgoed SEW)
- vainqueur de la coupe de Hongrie (3) en 2016, 2018 et 2019 (avec Győri ETO KC)
- vainqueur de la coupe du Danemark (2) en 2012 et 2014 (avec le FC Midtjylland)

### En équipe nationale
Son parcours avec l'équipe nationale est :
Jeux olympiques
- 4e place aux Jeux olympiques de 2016 à Rio de Janeiro (8 matchs, 28 buts)
- 5e place aux Jeux olympiques de 2020 à Tokyo (6 matchs, 10 buts)

championnats du monde
- 12e du championnat du monde 2013 (6 matchs, 17 buts)
- finaliste du championnat du monde 2015 (9 matchs, 39 buts)
- troisième du championnat du monde 2017 (9 matchs, 21 buts)

championnats d'Europe
- 8e du championnat d'Europe 2010 (6 matchs, 7 buts)
- 7e du championnat d'Europe 2014 (6 matchs, 30 buts)
- finaliste du championnat d'Europe 2016 (8 matchs, 35 buts)
- troisième du championnat d'Europe 2018 (8 matchs, 22 buts)

Autres
- 11e du championnat d'Europe des -19 ans en 2007 (7 matchs, 46 buts)

### Distinctions individuelles
- élue meilleure joueuse du championnat du Danemark en 2013[9]
- élue meilleure demi-centre du championnat du Danemark en 2014[10]
- élue meilleure demi-centre de la Ligue des champions en 2016 et 2017 avec Győri ETO KC
- élue  meilleure joueuse et meilleure demi-centre du championnat d'Europe en 2016[11]
- élue meilleure joueuse étrangère du championnat de Hongrie en 2016 et 2018